# اتحادیه فولسرا
اتحادیه فولسرا (به لاتین: Fulsara Union) یک منطقهٔ مسکونی در بنگلادش است که در Chaugachha Upazila واقع شده‌است.
 اتحادیه فولسرا  ۲۳٬۲۶۸ نفر جمعیت دارد.